# Paradrina phaeophoba
Paradrina phaeophoba là một loài bướm đêm trong họ Noctuidae.